# Acanthothecis abaphoides
Acanthothecis abaphoides är en lavart som först beskrevs av William Nylander och fick sitt nu gällande namn av Staiger & Kalb. 
Acanthothecis abaphoides ingår i släktet Acanthothecis  och familjen Graphidaceae. Arten har inte påträffats i Sverige. Inga underarter finns listade.

## Källor

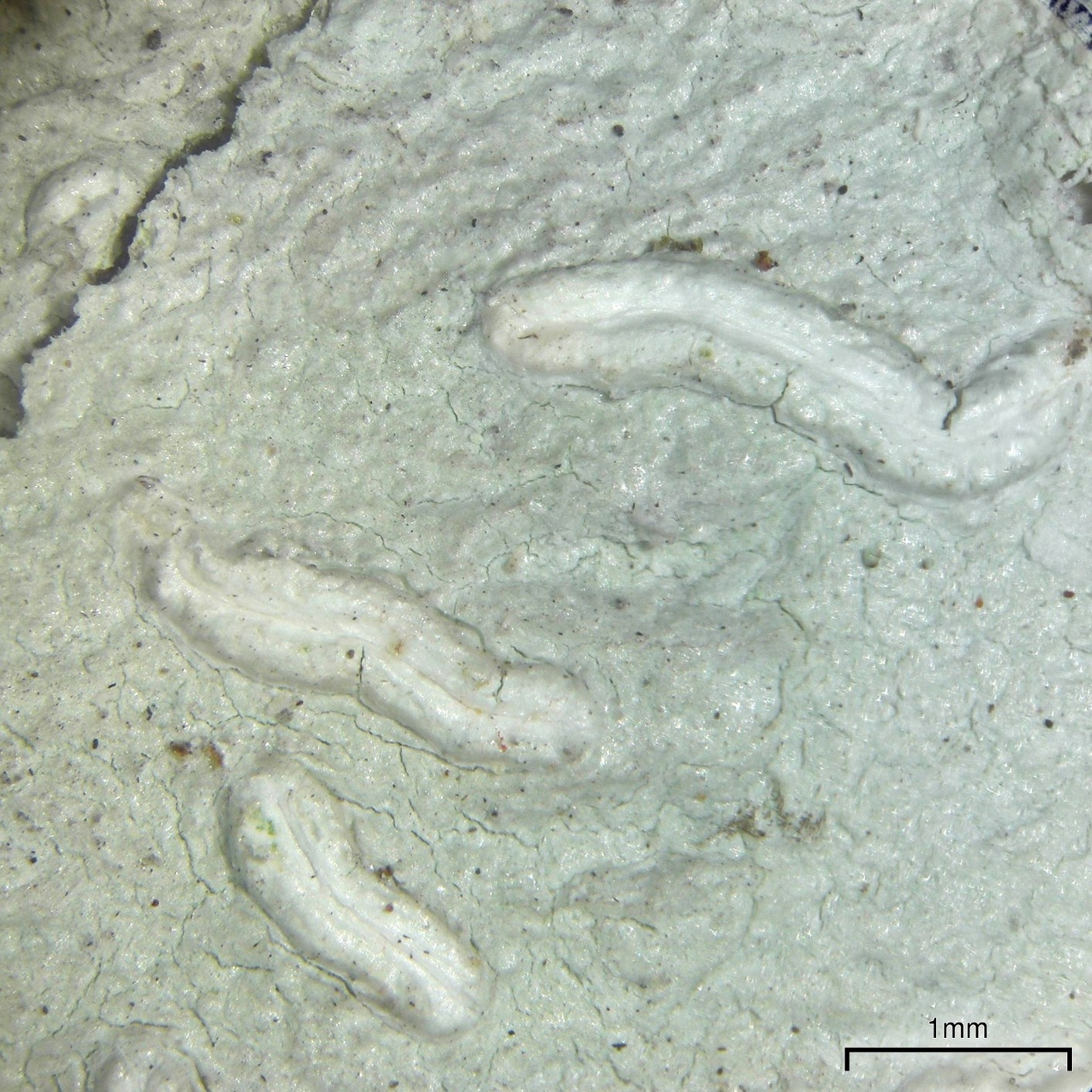